# Filip Dagerstål
Filip Dagerstål (ur. 1 lutego 1997 w Norrköping) – szwedzki piłkarz występujący na pozycji obrońcy, reprezentant Szwecji. Jest również związany zawieszonym kontraktem z rosyjskim klubem FK Chimki.

## Kariera klubowa
Dagerstål rozpoczął grę w juniorach klubu IFK Norrköping jako 4-latek. 5 października 2014 roku zadebiutował w Allsvenskan, w wygranym 3:0 meczu przeciwko IFK Göteborg. W grudniu 2014 roku podpisał czteroletni kontrakt z Norrköping, który we wrześniu 2016 roku został przedłużony do sezonu 2020. Łącznie, w barwach tego klubu rozegrał 156 meczów, zdobywając 7 goli, w 2015 roku zdobywając mistrzostwo i superpuchar Szwecji. Jego ostatnim sezonem w klubie był sezon 2020, po którym zdecydował o nieprzedłużeniu umowy z zespołem.
23 stycznia 2021 roku podpisał kontakt z rosyjskim klubem FK Chimki. 11 marca 2022, po inwazji Rosji na Ukrainę i zgodzie FIFA na jednostronne zawieszenie kontraktów przez zagranicznych piłkarzy w tym kraju do końca sezonu 2021/2022, powrócił do IFK Norrköping. 5 lipca 2022 Dagerstål na tych samych zasadach co poprzednio przedłużył zawieszenie kontraktu z FK Chimki, a 26 lipca 2022 roku dołączył do mistrza Polski Lecha Poznań do końca sezonu 2022/2023. 31 lipca 2022 zadebiutował w „Kolejorzu”, w przegranym 1:3 domowym, ligowym spotkaniu przeciwko Wiśle Płock.
W sezonie 2022/2023 wystąpił w 5. z 6. meczów fazy grupowej Ligi Konferencji Europy UEFA, w której Lech zajął drugie miejsce i awansował do fazy play-off.
W październiku 2023 doznał poważnej kontuzji, po której nie powrócił do gry. Z końcem czerwca 2025 jego kontrakt z Lechem Poznań został rozwiązany za porozumieniem stron.

## Kariera reprezentacyjna
Uczestniczył w Mistrzostwach Europy U-21 w 2017. Wystąpił w dwóch meczach fazy grupowej – przeciwko Anglii (0:0) i Polsce (2:2). Ostatni mecz fazy grupowej, przegrany ze Słowacją 0:3, spędził na ławce rezerwowych.
12 stycznia 2017 roku zadebiutował w seniorskiej reprezentacji Szwecji, w wygranym 6:0 meczu towarzyskim przeciwko Słowacji, zmieniając w 60. minucie pojedynku Joakima Nilssona.

## Statystyki kariery

### Klubowe
(aktualne na dzień 27 lipca 2022)
| Klub               | Sezon              | Liga               | Liga | Liga  | Puchar kraju | Puchar kraju | Kontynentalne | Kontynentalne | Inne | Inne  | Suma | Suma  |
| Klub               | Sezon              | Division           | Apps | Goals | Apps         | Goals        | Apps          | Goals         | Apps | Goals | Apps | Goals |
| ------------------ | ------------------ | ------------------ | ---- | ----- | ------------ | ------------ | ------------- | ------------- | ---- | ----- | ---- | ----- |
| IFK Norrköping     | 2013               | Allsvenskan        | 0    | 0     | 0            | 0            | –             | –             | –    | –     | 0    | 0     |
| IFK Norrköping     | 2014               | Allsvenskan        | 2    | 0     | 0            | 0            | –             | –             | –    | –     | 2    | 0     |
| IFK Norrköping     | 2015               | Allsvenskan        | 6    | 1     | 3            | 0            | –             | –             | 1    | 0     | 10   | 1     |
| IFK Norrköping     | 2016               | Allsvenskan        | 16   | 0     | 0            | 0            | 1             | 0             | –    | –     | 17   | 0     |
| IFK Norrköping     | 2017               | Allsvenskan        | 28   | 2     | 7            | 0            | 4             | 0             | –    | –     | 39   | 2     |
| IFK Norrköping     | 2018               | Allsvenskan        | 24   | 2     | 2            | 1            | –             | –             | –    | –     | 26   | 3     |
| IFK Norrköping     | 2019               | Allsvenskan        | 27   | 1     | 4            | 0            | 6             | 0             | –    | –     | 37   | 1     |
| IFK Norrköping     | 2020               | Allsvenskan        | 29   | 0     | 1            | 0            | –             | –             | –    | –     | 30   | 0     |
| IFK Norrköping     | Łącznie            | Łącznie            | 132  | 6     | 17           | 1            | 11            | 0             | 1    | 0     | 161  | 7     |
| IF Sylvia (loan)   | 2013               | I dywizja          | 1    | 0     | –            | –            | –             | –             | –    | –     | 1    | 0     |
| IF Sylvia (loan)   | 2015               | II dywizja         | 4    | 0     | –            | –            | –             | –             | –    | –     | 4    | 0     |
| FK Chimki          | 2020/2021          | Priemjer-Liga      | 10   | 0     | –            | –            | –             | –             | –    | –     | 10   | 0     |
| FK Chimki          | 2021/2022          | Priemjer-Liga      | 17   | 0     | –            | –            | –             | –             | –    | –     | 17   | 0     |
| FK Chimki          | Total              | Total              | 27   | 0     | 0            | 0            | 0             | 0             | 0    | 0     | 27   | 0     |
| IFK Norrköping     | 2022               | Allsvenskan        | 11   | 0     | –            | –            | –             | –             | –    | –     | 11   | 0     |
| Lech Poznań        | 2022/2023          | Ekstraklasa        | 1    | 0     | 0            | 0            | 0             | 0             | –    | –     | 1    | 0     |
| Łącznie w karierze | Łącznie w karierze | Łącznie w karierze | 176  | 6     | 17           | 1            | 11            | 0             | 1    | 0     | 205  | 7     |

### Reprezentacyjne
(Aktualne na 27 lipca 2022)
| Reprezentacja | Rok  | Mecze | Bramki |
| ------------- | ---- | ----- | ------ |
| Szwecja       | 2017 | 1     | 0      |
| Szwecja       | 2019 | 1     | 0      |
| Suma          | Suma | 2     | 0      |

| Mecze i gole w reprezentacji | Mecze i gole w reprezentacji | Mecze i gole w reprezentacji | Mecze i gole w reprezentacji | Mecze i gole w reprezentacji | Mecze i gole w reprezentacji | Mecze i gole w reprezentacji |
| Lp.                          | Data                         | Miasto                       | Przeciwnik                   | Gol                          | Wynik                        | Rozgrywki                    |
| ---------------------------- | ---------------------------- | ---------------------------- | ---------------------------- | ---------------------------- | ---------------------------- | ---------------------------- |
| 1.                           | 12.01.2017                   | Abu Zabi                     | Słowacja                     |                              | 6:0                          | Mecz towarzyski              |
| 2.                           | 11.01.2019                   | Doha                         | Islandia                     |                              | 2:2                          | Mecz towarzyski              |

## Sukcesy

### IFK Norrköping
- Mistrzostwo Szwecji: 2015[8]
- Superpuchar Szwecji: 2015[8]

### Lech Poznań
- Mistrzostwo Polski: 2024/2025